# Hawker Sea Fury
De Hawker Sea Fury is een Brits gevechtsvliegtuig, ontwikkeld tijdens de Tweede Wereldoorlog voor de Fleet Air Arm van de Britse Marine. Tevens is het de laatste propelleraangedreven jager die bij de Royal Navy dienstdeed. De Sea Fury heeft ook dienstgedaan bij de Marine Luchtvaartdienst aan boord van het vliegdekschip Hr. Ms. Karel Doorman (1948).

## Ontwikkeling
De Fury was bedoeld als opvolger voor de succesvolle Hawker Typhoon- en Hawker Tempest-jachtvliegtuigen/jachtbommenwerpers. Verschillende aspecten van voorgenoemde vliegtuigen zijn dan ook terug te vinden in het ontwerp van de Fury. De semi-elliptische vleugel van de Tempest werd ingekort en de romp is volledig monocoque, met een hoog geplaatste cockpit voor een beter overzicht. Aan het einde van de tweede wereldoorlog werd de ontwikkeling van de landversie van de Fury gestopt. De ontwikkeling van de marineversie voor gebruik aan boord van vliegdekschepen, de Sea Fury, ging echter gewoon door.
Het eerste prototype van de Sea Fury, SR661, maakte zijn eerste vlucht op 21 februari 1945 vanaf Langley Airfield waar de Hawker Aircraft Company haar fabriek had. Dit prototype was uitgerust met een vanghaak aan de achterkant, het had echter nog niet de opvouwbare vleugels die later ingevoerd werden. Het tweede prototype, SR666, werd uitgerust met een 5-blads Rotol-propeller en opvouwbare vleugels en maakte zijn eerste vlucht op 31 januari 1946. Tijdens de testlandingen op een vliegdekschip doken er problemen op met de vanghaak. Na aanpassingen werd het toestel in het voorjaar van 1947 gecertificeerd voor deklandingen.

## Operationele geschiedenis

### Britse Marine
De Sea Fury F 10 ging bij de Royal Navy de Supermarine Seafire vervangen en werden ingedeeld bij squadrons 736, 738, 759 en 778 van de Fleet Air Arm. Tot 1953 bleef de Sea Fury de primaire jachtbommenwerper van de Royal Navy, opgevolgd door de straal-aangedreven Hawker Seahawk en de Supermarine Attacker.

### Marine Luchtvaartdienst

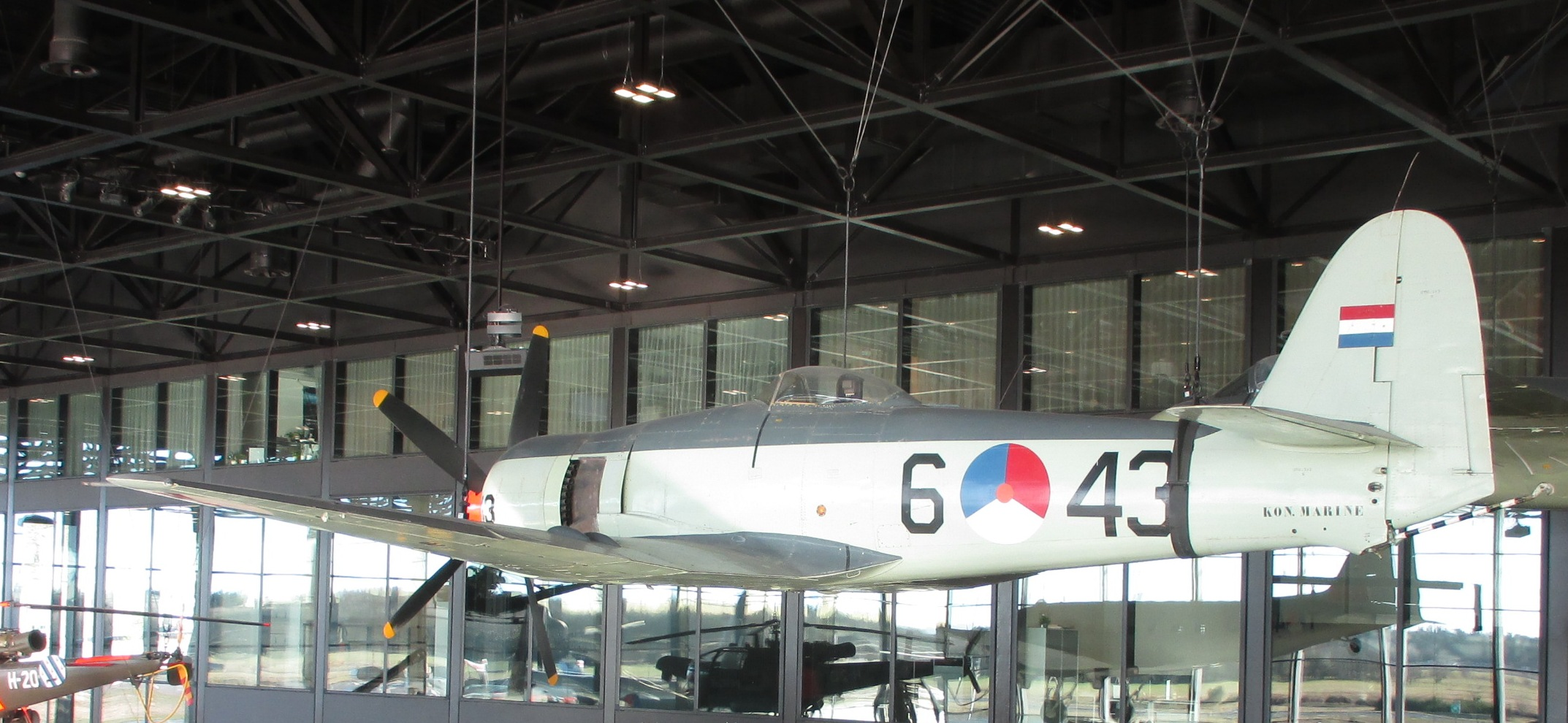
Hawker Sea Fury FB 51, gebruikt door de Nederlandse Marine. Nationaal Militair Museum

De Nederlandse Marine Luchtvaartdienst zette de Sea Furies in vanaf 1948 aan boord van het vliegdekschip Hr. Ms. Karel Doorman (1948). 47 stuks, waarvan 25 in licentie gebouwd door Fokker, waren verdeeld over drie squadrons: VSQ 3, VSQ 4 en VSQ 860. Uiteindelijk werd de Sea Fury in 1957 ook bij de MLD vervangen door de Hawker Sea Hawk.

### Koreaanse Oorlog
Tijdens de Koreaanse Oorlog werd de Sea Fury door de Engelsen ingezet vanaf de vliegdekschepen HMS Glory, HMS Ocean en HMS Theseus en door de Australiërs vanaf de HMAS Sydney. Er werden voornamelijk gronddoelen mee uitgeschakeld.
Op 8 augustus 1952 schoot Luitenant Peter "Hoagy" Carmichael van 802 Squadron een vijandelijke MiG-15 neer tijdens een luchtgevecht. Deze actie maakt hem een van de weinige piloten die met een propeller-aangedreven vliegtuig een jet neergeschoten hebben. Het gevecht deed zich voor toen een formatie bestaande uit Sea Furies en Fairey Fireflies aangevallen werd door een groep van 8 MiG-15's. Aan Britse zijde raakte één Fairey Firefly beschadigd. Het vliegtuig van Carmichael, WJ232, vliegt nog steeds rond in Australië onder de civiele registratie VH-SHF.

## Varianten
Sea Fury F 10
Een-zitter, jachtversie voor de Britse marine.  Aantal gebouwd: 50
Sea Fury FB 11
Een-zitter-jacht-bommenwerper voor de Britse marine, Australische marine  en Canadese marine. Aantal gebouwd: 615
Sea Fury T 20
Tweezitter-trainingsversie voor de Britse marine. Aantal gebouwd: 60, 10 ervan zijn later omgebouwd tot sleepdoelwitten voor de Luftwaffe van de Bondsrepubliek.
Sea Fury F 50
Een-zitter-jachtversie voor de Marine Luchtvaartdienst. Aantal gebouwd: 10
Sea Fury FB 51
Een-zitter-jacht-bommenwerper voor de Marine Luchtvaartdienst. Aantal gebouwd: 25, in licentiebouw door Fokker.
Fury FB 60
Een-zitter-jacht-bommenwerper voor de Pakistaanse luchtmacht en de Marine Luchtvaartdienst. Aantal gebouwd: 105, 93 en 12 respectievelijk.
Fury T 61
Twee-zitter-trainingsversie voor de Pakistaanse luchtmacht. Aantal gebouwd: 5
Fury I "Baghdad Fury"
Een-zitter-jachtversie voor de Iraakse luchtmacht. Aantal gebouwd: 55
Fury Trainer
Twee-zitter-trainingsversie voor de Iraakse luchtmacht. Aantal gebouwd: 5